# 福恩里弗鎮區 (密歇根州)
福恩里弗鎮區（英語：Fawn River Township）是位於美國密歇根州聖約瑟夫縣的一個行政鎮區。

## 地方資料
福恩里弗鎮區的面積為51.50平方千米，當中陸地面積為50.60平方千米，而水域面積為0.90平方千米。根據2020年美國人口普查的數據，當地共有人口1587人，而人口密度為每平方千米30.82人。